# Grammostola
Genre
Synonymes
- Lasiocnemus Ausserer, 1871 nec Loew, 1851
- Lasiopelma Simon, 1892
- Sorata Strand, 1907
- Polyspina Schmidt, 1994 nec Hardy, 1983
- Polyspinosa Schmidt, 1999

Grammostola est un genre d'araignées mygalomorphes de la famille des Theraphosidae.

## Distribution
Les espèces de ce genre se rencontrent en Amérique du Sud.

## Description
Ces mygales sont souvent brunes avec des poils roses.

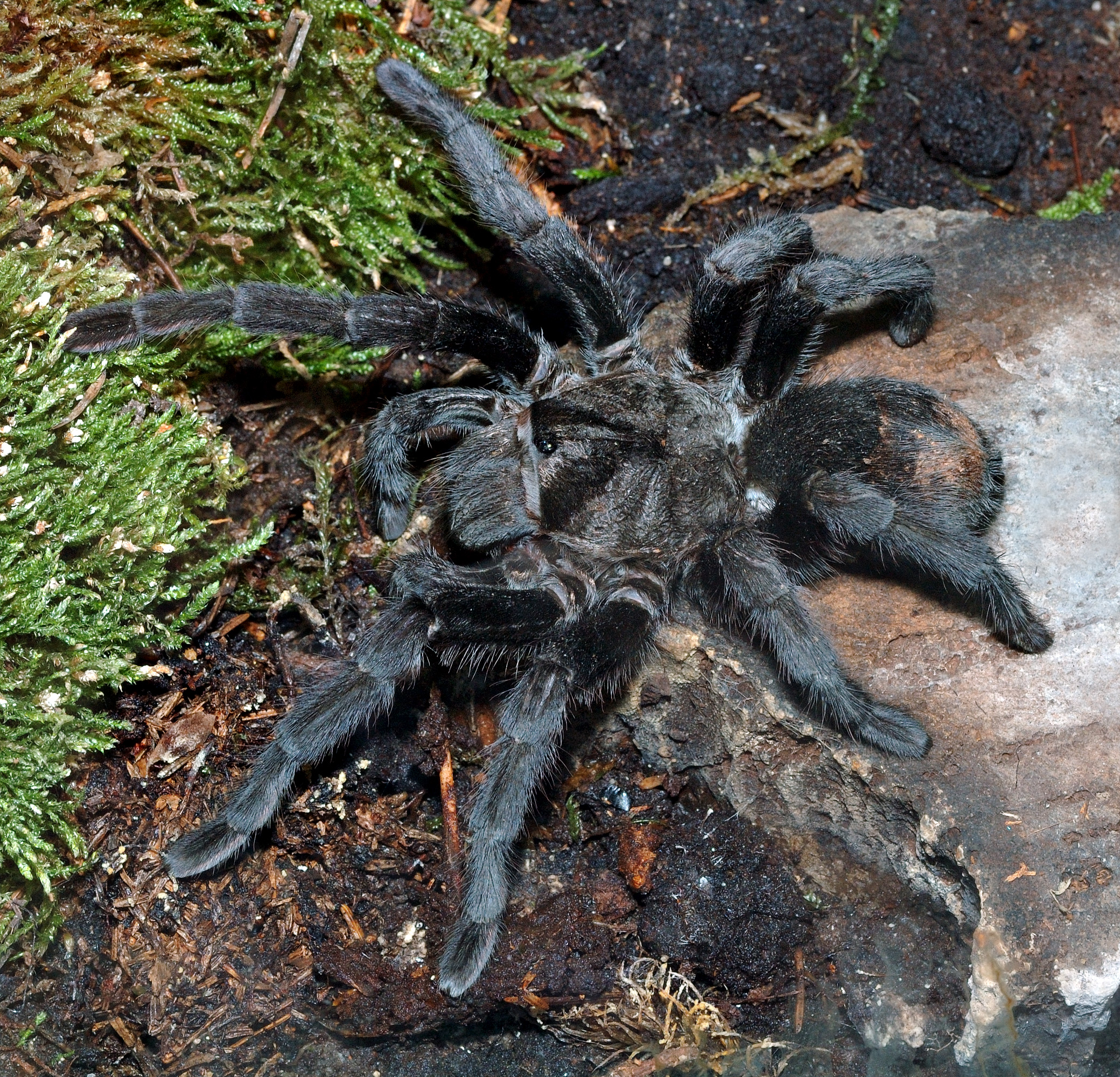
Grammostola pulchra

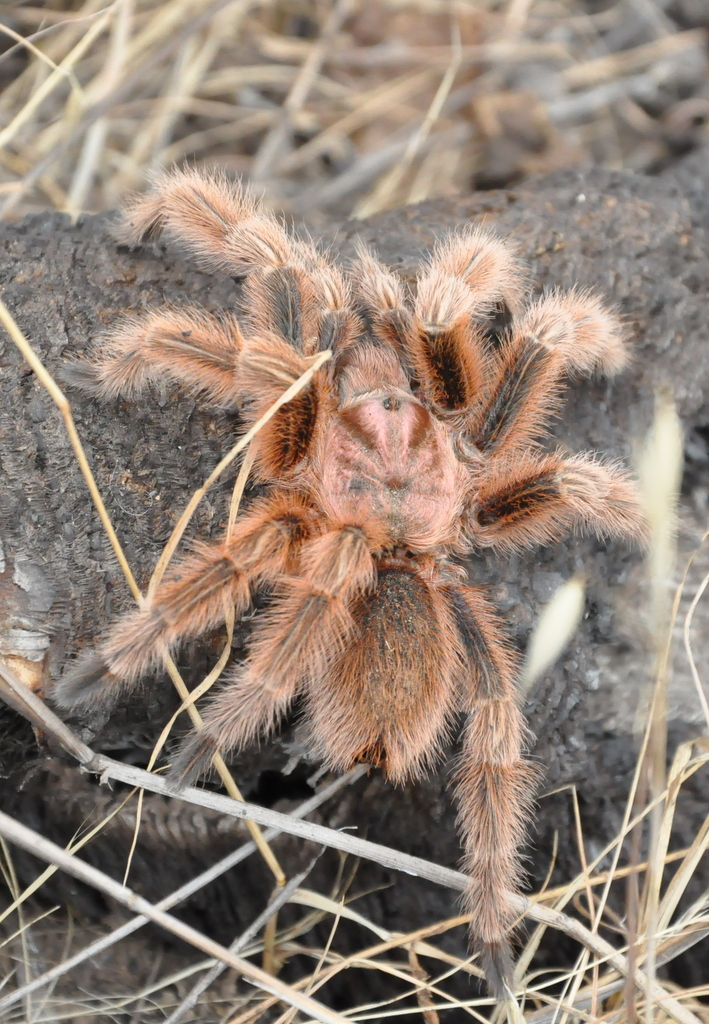
Grammostola rosea

## Liste des espèces
Selon World Spider Catalog (version 24, 09/06/2023) :
- Grammostola actaeon (Pocock, 1903)
- Grammostola alticeps (Pocock, 1903)
- Grammostola andreleetzi Vol, 2008
- Grammostola anthracina (C. L. Koch, 1842)
- Grammostola borelli (Simon, 1897)
- Grammostola burzaquensis Ibarra, 1946
- Grammostola chalcothrix Chamberlin, 1917
- Grammostola diminuta Ferretti, Pompozzi, González & Pérez-Miles, 2013
- Grammostola doeringi (Holmberg, 1881)
- Grammostola gossei (Pocock, 1899)
- Grammostola grossa (Ausserer, 1871)
- Grammostola iheringi (Keyserling, 1891)
- Grammostola inermis Mello-Leitão, 1941
- Grammostola mendozae (Strand, 1907)
- Grammostola pulchra Mello-Leitão, 1921
- Grammostola pulchripes (Simon, 1891)
- Grammostola quirogai Montes de Oca, D'Elía & Pérez-Miles, 2016
- Grammostola rosea (Walckenaer, 1837)
- Grammostola subvulpina (Strand, 1906)
- Grammostola vachoni Schiapelli & Gerschman, 1961

## Systématique et taxinomie
Ce genre a été décrit par Simon en 1892 dans les Aviculariidae.
Sorata a été placé en synonymie par Raven en 1985.
Lasiocnemus Ausserer, 1871, préoccupé par Lasiocnemus Loew, 1851, remplacé par Lasiopelma a été placé en synonymie par Schmidt en 1994.
Polyspina Schmidt, 1994, préoccupé par Polyspina Hardy, 1983, remplacé par Polyspinosa a été placé en synonymie par Bertani et Fukushima en 2004.

## Publication originale
- Simon, 1892 : Histoire naturelle des araignées. Paris, vol. 1, p. 1-256 (texte intégral).